# Amenophis (Umrisszeichner in Theben)
Amenophis (auch Imenemipet) war ein altägyptischer Umrisszeichner, der während des Neuen Reiches (etwa 1550–1070/69 v. Chr.) in Theben tätig war.
Amenophis ist heute noch von sechs überlieferten Uschebti-Figuren bekannt, die alle in der Nekropole von Deir el-Bahari gefunden wurden, bekannt. Nach den Inschriften auf den Uschebtis war er für den Tempel des Amun-Re in Karnak tätig. Als Umrisszeichner war er für die Vorzeichnungen von Reliefs und Statuen zuständig.